# Dichromodes compsotis
Dichromodes compsotis là một loài bướm đêm trong họ Geometridae.